# Jean-Hubert Lerefait
Jean-Hubert Lerefait est un homme politique français né le 28 mai 1733 à Rougemontiers (Eure) et décédé le 14 janvier 1812 au même lieu.
Maire de Rougemontiers, il est député du tiers état aux états généraux de 1789 pour le bailliage de Rouen. Il vote avec la majorité. Il est ensuite administrateur de l'Eure en 1791 et conseiller général en 1800.

## Sources
- « Jean-Hubert Lerefait », dans Adolphe Robert et Gaston Cougny, Dictionnaire des parlementaires français, Edgar Bourloton, 1889-1891 [détail de l’édition]